# Houtsnijder
Een houtsnijder is iemand die zich heeft bekwaamd in het vervaardigen van houtsnijwerk. Veelal heeft een houtsnijder een achtergrond in de beeldhouwkunst.
Wie reliëfs in hout, houtsnedes of houtgravures maakt kan zich ook houtsnijder noemen. De technieken en benodigde gereedschappen voor het scheppen van tweedimensionale houtsnijdrukkunst en die voor driedimensionale sculpturen wijken aanzienlijk af.
Sinds de 19e eeuw is veel emplooi voor de houtsnijder als zelfstandig beroep vervangen door machinale vervaardiging van ornamenten. Houtsnijden is een tijdrovende klus, die alleen in de praktijk geleerd kan worden. Professionele houtsnijders oefenen hun vak meestal uit als nevenactiviteit naast een carrière als meubelmaker of restaurator.
Een beeldsnijder heeft zich gespecialiseerd in het snijden van beelden. De definitie beeldsnijder beperkt zich dus niet strikt tot hout en hij kan dus ook andere materialen gebruiken als been of zacht gesteente.

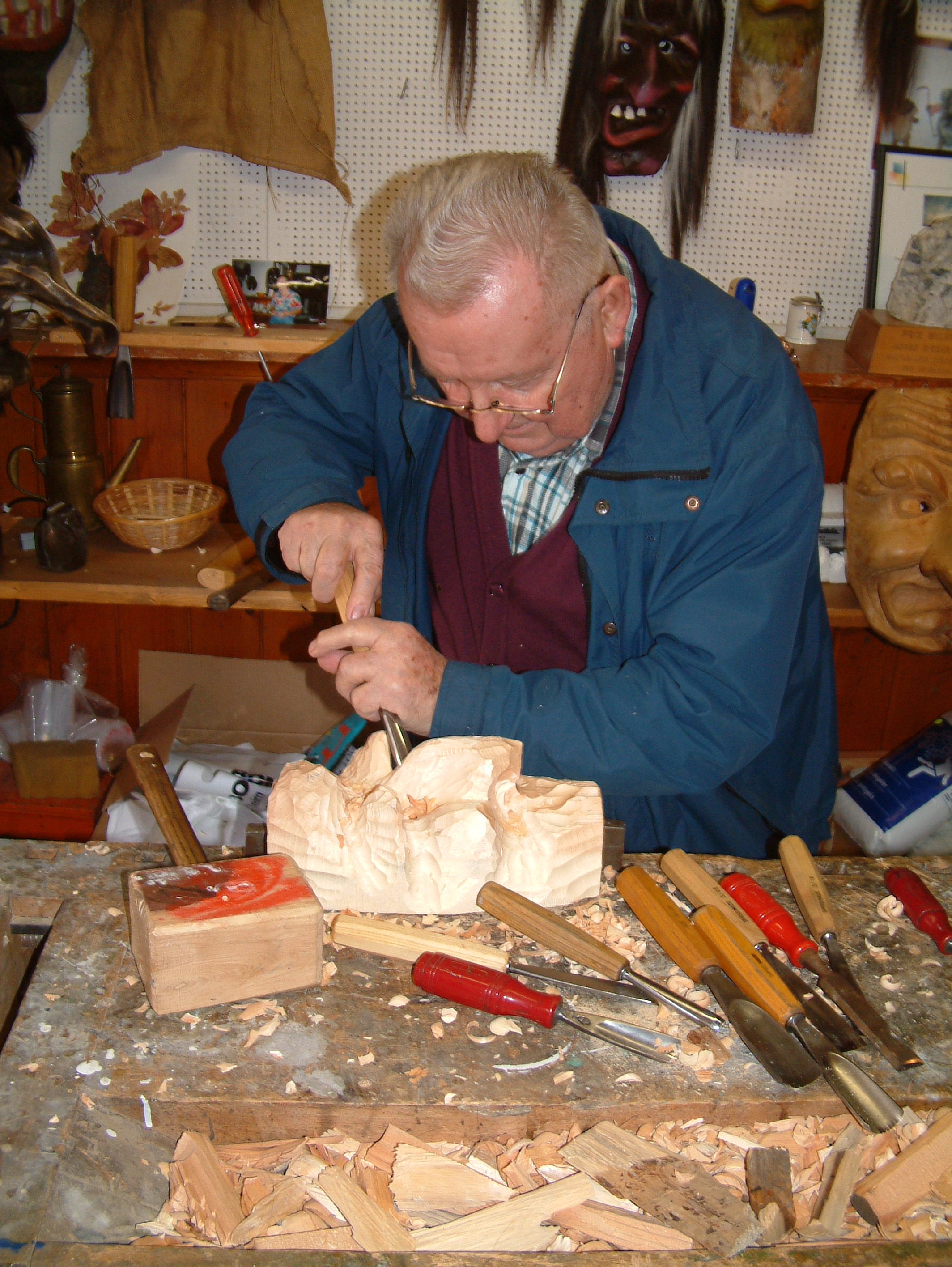
Een houtsnijder maakt een Tschäggättä-masker in Zwitserland
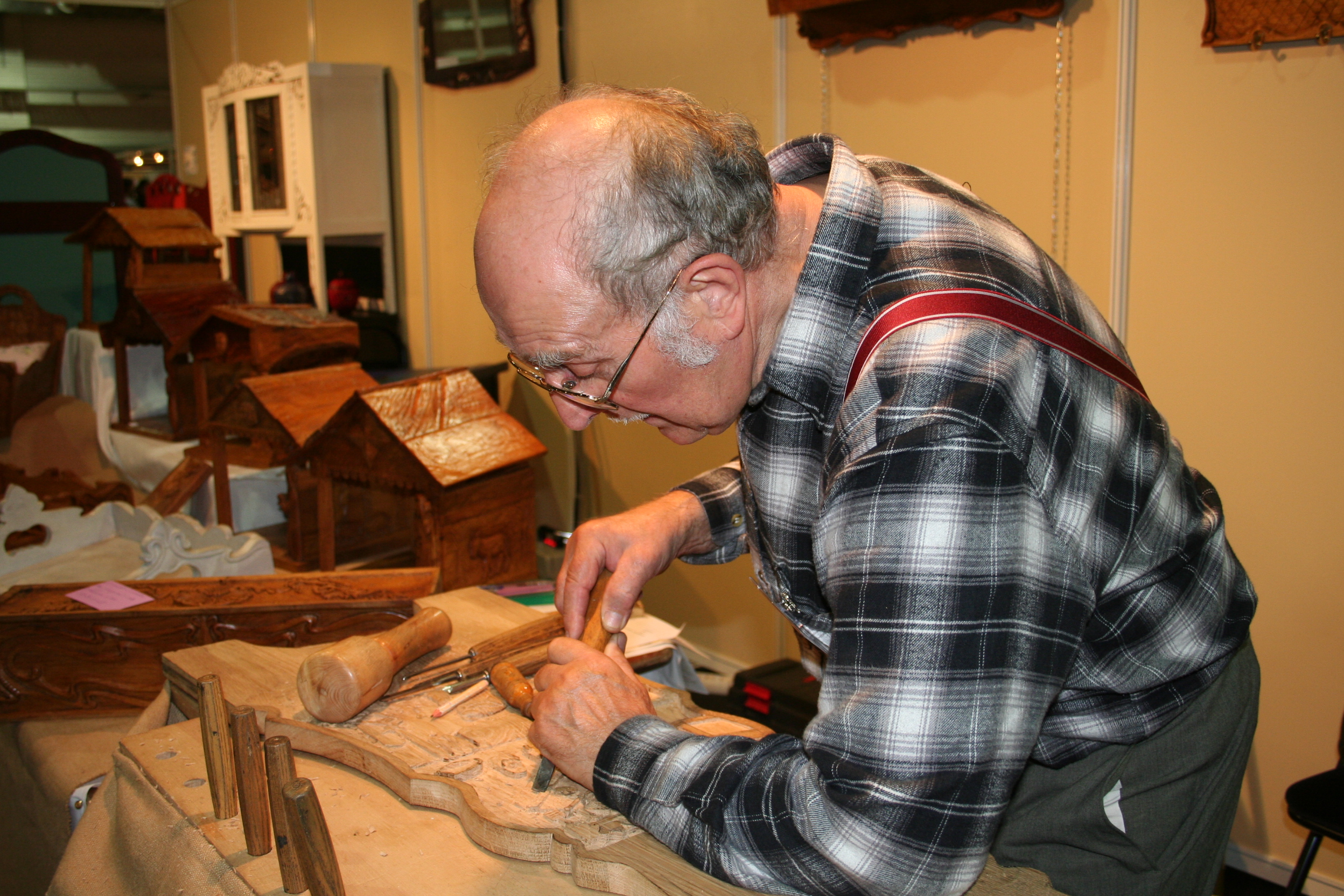
Het snijden van een bas-reliëf in hout
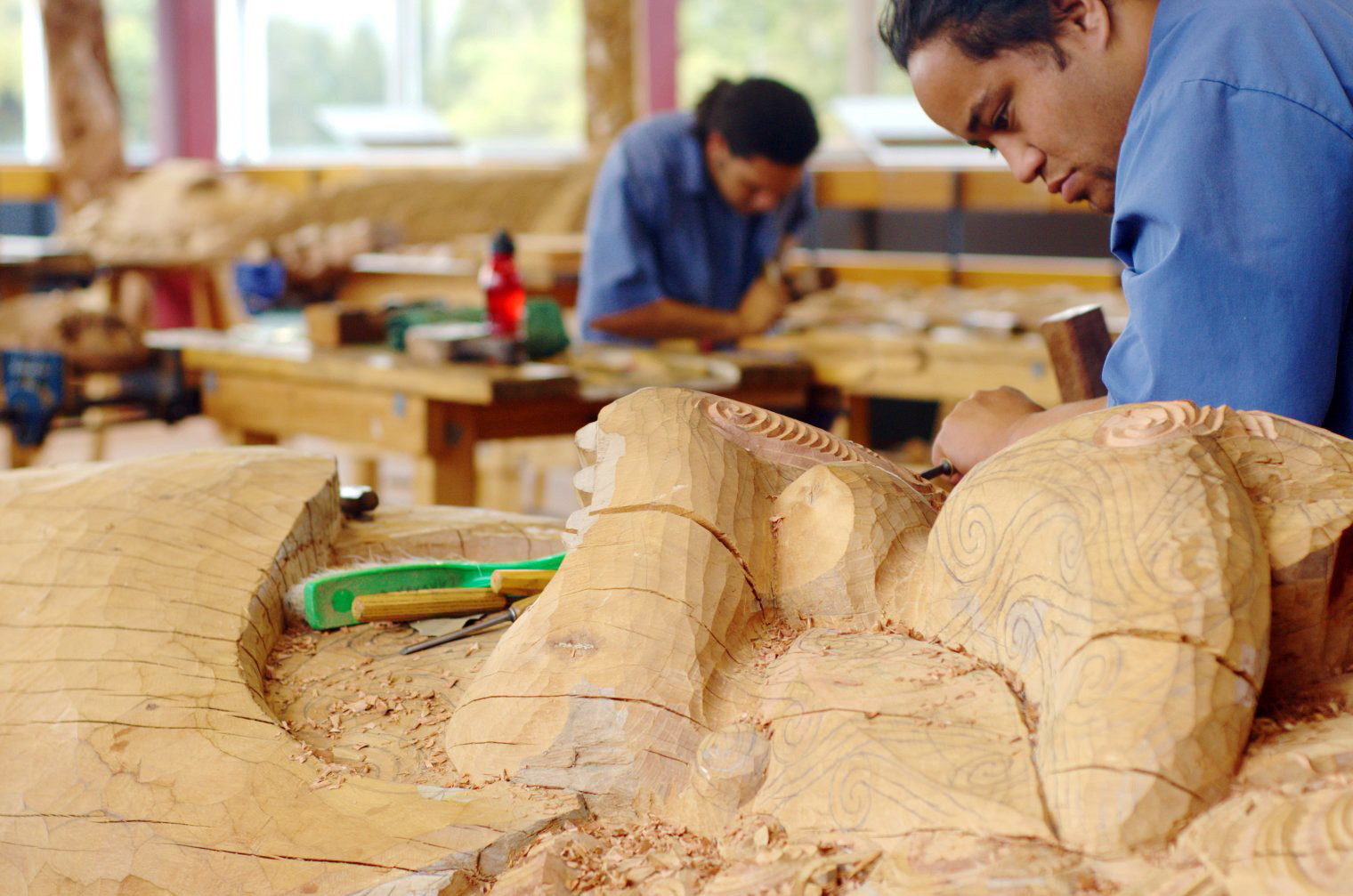
Maori-houtsnijders